# Gymnastikos Syllogos Lamia
Il Gymnastikos Syllogos Lamia è una società di pallavolo maschile, avente sede ad Lamia e militante nel massimo campionato greco, la Volley League.

## Storia
Il Gymnastikos Syllogos Lamia viene fondato nel 1976, militando nei primi venticinque della propria storia nelle categorie minori del campionato greco. Nel 2001 il club raggiunge la serie cadetta, dove gioca per quattro annate, prima di ottenere la promozione nell'allora A1 League, debuttandovi nella stagione 2005-06.
Nel corso del campionato 2006-07 il club raggiunge la prima finale della propria storia, perdendo tuttavia nell'atto conclusivo della Coppa di Grecia dal Panathinaikos Athlitikos Omilos. Nel campionato seguente arriva anche l'esordio in una competizione europea, la Challenge Cup, dove tuttavia il cammino della squadra termina al secondo turno.
Successivamente il club ottiene risultati altalenanti in campionato, nonostante ciò raggiunge la finale della Coppa di Grecia nel corso della stagione 2011-12, perdendo però contro il Gymnastikos Syllogos Īraklīs Thessalonikīs.

## Rosa 2014-2015
| N° | Nome                  | Ruolo | Data di nascita   | Nazionalità sportiva |
| -- | --------------------- | ----- | ----------------- | -------------------- |
| 1  | Kōstas Karvounīs      | S     | 1º marzo 1986     | Grecia               |
| 2  | Kōstas Karagatsos     | C     | 18 aprile 1972    | Grecia               |
| 3  | Kōstas Gkirtzikīs     | C     | 24 gennaio 1975   | Grecia               |
| 4  | Hugo da Silva         | S     | 4 luglio 1990     | Brasile              |
| 5  | Giannīs Madouras      | C     | 12 settembre 1993 | Grecia               |
| 7  | Maddison McKibbin     | S/O   | 16 novembre 1990  | Stati Uniti          |
| 7  | Frederico Teixeira    | S     | 30 novembre 1981  | Brasile              |
| 9  | Alexandros Chīras     | C     | 28 maggio 1988    | Grecia               |
| 10 | Riley McKibbin        | P     | 9 settembre 1988  | Stati Uniti          |
| 10 | Fabiano Geronymo      | P     | 11 giugno 1986    | Brasile              |
| 11 | Kōstas Vlachopoulos   | P     | 3 luglio 1989     | Grecia               |
| 13 | Matthew Cheape        | L     | 15 aprile 1990    | Stati Uniti          |
| 14 | Tomo Micić            | S/O   | 12 maggio 1990    | Serbia               |
| 15 | Thanasīs Koukoulīs    | L     | 5 giugno 1997     | Grecia               |
| 16 | Giōryos Koutsonikas   | S     | 31 maggio 1992    | Grecia               |
| 17 | Alexandros Panourgias | C     | 20 settembre 1973 | Grecia               |
| 18 | Stratos Kavvadas      | S     | 1º marzo 1986     | Grecia               |
| 20 | Theodōros Tsadīmas    | L     | 14 novembre 1995  | Grecia               |